# NS 5600

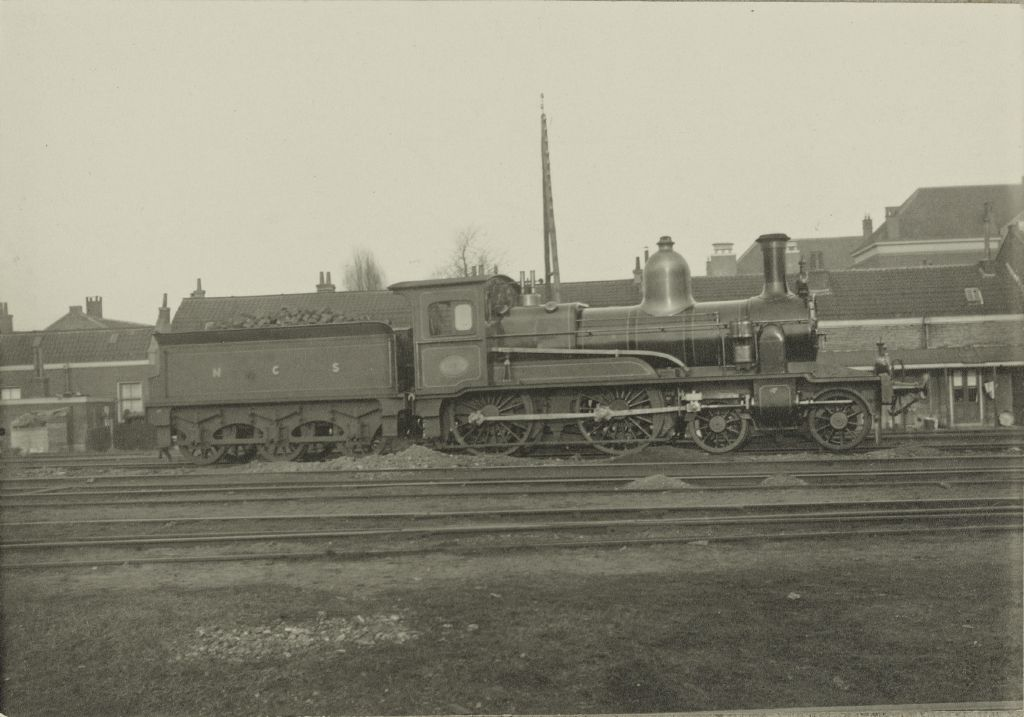
NS 5604 op het depot van Utrecht. (1918)

NS 5600 was een serie tenderlocomotieven van de Nederlandse Spoorwegen (NS) en diens voorgangers Maatschappij tot Exploitatie van Staatsspoorwegen (SS) en Nederlandsche Centraal-Spoorweg-Maatschappij (NCS), welke oorspronkelijk als locomotief met losse tender gebouwd zijn.

## Aflevering met asindeling 1'B
De in 1870 opgerichte Pommersche Centralbahn bestelde voor de nieuw te bouwen spoorlijn van Wangerin via Neustettin naar Konitz een aantal stoomlocomotieven bij de locomotieffabriek van George Egestorff te Hannover, sinds 1871 Hanomag geheten. Als gevolg van de Frans-Duitse Oorlog raakte de Pommersche Centralbahn in geldnood en werd in 1873 een faillissement aangevraagd, waarna ook de order bij Hanomag werd geannuleerd. De reeds in aanbouw zijnde locomotieven werden in het magazijn opgeborgen.
Toen de NCS in 1874 een order voor drie 1'B locomotieven bij Hanomag plaatste, werden de deels gebouwde locomotieven voor de Pommersche Centralbahn voor de NCS afgebouwd. Deze kwamen in 1874 met de nummers 16-18 en de namen Kraton, Atchin en Sumatra in dienst. Twee jaar later plaatste de NCS nog een vervolgorder voor twee locomotieven, welke in 1876 als 19-20 met de namen Java en Borneo in dienst werden gesteld. Het waren 1'B locomotieven met een tweeassige tender.

## Verbouwing tot asindeling 2'B
In 1882 en 1883 werden respectievelijk de 19 en 18 voorzien van een nieuwe ketel. Tussen 1891 en 1897 werden alle ketels vervangen door ketels met een maximum stoomspanning van 10 kg/cm2, beginnend met de 17, gevolgd door de 20, 16, 19 en 18.
Bij de 18 werd tevens, ter verlaging van de asdruk, de voorste loopas vervangen door twee loopassen, waardoor de asindeling 2'B werd. De overige locomotieven werden tussen 1900 en 1905 overeenkomstig verbouwd, waarbij tevens de tweeassige tender werd vervangen door een grotere drieassige tender afkomstig van de serie 21-25. Bij de 18 werd in 1901 de tender vervangen.

## Verbouwing tot tenderlocomotief met asindeling 2'B2'
Een tweede grote verbouwing vond plaats in de jaren 1913-1915, waarbij de vijf locomotieven werden verbouwd tot 2'B2' tenderlocomotieven voor de lokaaldienst. Het frame werd verlengd en ondersteund door een tweeassig loopdraaistel. Het machinistenhuis werd vervangen, langs de ketel werd aan weerszijden een waterbak geplaatst en achter het machinistenhuis was ruimte voor het meenemen van kolen. Bij deze verbouwing werden tevens de cilindergietstukken vervangen door exemplaren met een grote middellijn en werden de locomotieven voorzien van een oververhitter.

## Overname door SS en NS
In 1919 werd de exploitatie van de NCS overgenomen door de SS, waarbij deze locomotieven in de SS-nummering werden opgenomen als 81-85 (tweede bezetting van deze nummers). Bij de samenvoeging van het materieelpark van de SS en de Hollandsche IJzeren Spoorweg-Maatschappij in 1921 kregen de locomotieven van deze serie de NS-nummers 5601-5605. Tussen 1925 en 1927 werden de locomotieven buiten dienst gesteld.

## Kenmerken
| NS 5600                           | NS 5600                                                    | NS 5600                                            | NS 5600                            |
| --------------------------------- | ---------------------------------------------------------- | -------------------------------------------------- | ---------------------------------- |
| Periode                           | 1874-1905                                                  | 1897-1905                                          | 1900-1927                          |
| Uitvoering                        | Oorspronkelijke uitvoering als locomotief met losse tender | Na verbouwing met nieuwe ketel en extra voorloopas | Na verbouwing tot tenderlocomotief |
| Aantal                            | 5                                                          | 5                                                  | 5                                  |
| Nummering NCS                     | 16-20                                                      | 16-20                                              | 16-20                              |
| Nummering SS                      | n.v.t.                                                     | n.v.t.                                             | 81-85                              |
| Nummering NS                      | n.v.t.                                                     | n.v.t.                                             | 5601-5606                          |
| Fabrikant                         | Hanomag                                                    | NCS werkplaats Utrecht                             | NCS werkplaats Utrecht             |
| In dienst                         | 1874-1876                                                  | 1897-1905                                          | 1900-1905                          |
| Uit dienst                        | 1897-1905                                                  | 1900-1905                                          | 1925-1927                          |
| Asindeling                        | 1'B                                                        | 2'B                                                | 2'B2'                              |
| Spoorwijdte                       | 1435 mm                                                    | 1435 mm                                            | 1435 mm                            |
| Gewicht locomotief                | 34,5 ton                                                   | ?                                                  | 72,4 ton                           |
| Gewicht tender                    | 23,1 ton                                                   | 23,1 ton                                           | n.v.t                              |
| Middellijn drijfwielen            | 1728 mm, later: 1760 mm                                    | 1760 mm                                            | 1760 mm                            |
| Middellijn loopwielen             | 1054 mm, later: 1086 mm                                    | 1086 mm                                            | voor: 1086 mm, achter: 1184 mm     |
| Middellijn tenderwielen           | 1152 mm, later: 1184 mm                                    | 1184 mm                                            | n.v.t.                             |
| Lengte over buffers               | 13.590 mm                                                  | 15.857 mm                                          | 13.823 mm                          |
| Hoogte                            | 4087 mm, later: 4000 mm                                    | 4134 mm                                            | 4181 mm                            |
| Maximumsnelheid                   | ?                                                          | ?                                                  | 90 km/u                            |
| Verwarmd oppervlak vuurkist       | 7,0 m2                                                     | ?                                                  | 8,0 m2                             |
| Verwarmd oppervlak vlampijpen     | 90 m2                                                      | ?                                                  | 94 of 75 m2                        |
| Verwarmd oppervlak oververhitter  | n.v.t.                                                     | ?                                                  | 33 m2                              |
| Roosteroppervlak                  | 1,48 m2                                                    | ?                                                  | 1,80 m2                            |
| Maximum stoomspanning             | 9,0 kg/cm2, later 10 kg/cm2                                | 9,0 kg/cm2, later 10 kg/cm2                        | 10,3 kg/cm2                        |
| Aantal cilinders                  | 2                                                          | 2                                                  | 2                                  |
| Middellijn x slaglengte cilinders | 418 x 576                                                  | ?                                                  | 460 x 576 mm                       |
| Stoomverdeling                    | Allan                                                      | Allan                                              | Allan                              |
| Waterinhoud                       | 8,7 m3                                                     | 8,7 m3, later 12 m3                                | 10 m3                              |
| Brandstofvoorraad                 | 4 ton kolen                                                | 4 ton kolen                                        | 3 ton kolen                        |
| Trekkracht                        | 3670 kg                                                    | ?                                                  | 5000 kg                            |
| Soortmerk NS                      | n.v.t.                                                     | n.v.t.                                             | PTO1                               |

## Overzicht
| Fabrieksnummer | Naam    | NCS nummer | In dienst | Voorzien van grotere ketel | Verbouwd tot 2'B | Voorzien van drieassige tender | Tender afkomstig van | Verbouwd tot 2'B2' tenderlocomotief | SS nummer | NS nummer | Uit dienst | Bijzonderheden                                                  |
| -------------- | ------- | ---------- | --------- | -------------------------- | ---------------- | ------------------------------ | -------------------- | ----------------------------------- | --------- | --------- | ---------- | --------------------------------------------------------------- |
| 1045           | Kraton  | 16         | 1874      | 1895                       | 1900             | 1900                           | 25                   | 1915                                | 81        | 5601      | 1926       |                                                                 |
| 1046           | Atchin  | 17         | 1874      | 1891                       | 1903             | 1903                           | 22                   | 1916                                | 82        | 5602      | 1925       |                                                                 |
| 1047           | Sumatra | 18         | 1874      | 1897                       | 1897             | 1901                           | 24                   | 1913                                | 83        | 5603      | 1925       |                                                                 |
| 1351           | Java    | 19         | 1876      | 1896                       | 1905             | 1905                           | 23                   | 1913                                | 84        | 5604      | 1927       |                                                                 |
| 1352           | Borneo  | 20         | 1876      | 1894                       | 1902             | 1902                           | 25 (21)              | 1914                                | 85        | 5605      | 1927       | Oorspronkelijke tender van de 21 in 1901 achter de 25 geplaatst |